# General Berthelot
General Berthelot (in passato Fărcădinul de Jos e, per un certo periodo Unirea, in ungherese Alsófarkadin, in tedesco Unterwolfsdorf) è un comune della Romania di 987 abitanti, ubicato nel distretto di Hunedoara, nella regione storica della Transilvania.
Il comune è formato dall'unione di 5 villaggi: Crăguiș, Fărcădin, General Berthelot, Livezi, Tuștea.
Originariamente denominato Fărcădinul de Jos, il comune prese il nome attuale nel 1923 in onore del generale Henri Berthelot, capo di stato maggiore francese e comandante della missione militare francese in Romania durante la prima guerra mondiale, al quale il governo romeno aveva conferito la cittadinanza onoraria e donato un vasto terreno nel comune. Durante il periodo comunista, il comune cambiò la propria denominazione in Unirea, riprendendo quella attuale nel 2001, in seguito ad una sentenza del tribunale dell'Aja.
Alla sua morte, avvenuta nel 1927, il generale Berthelot lasciò il suo terreno all'Accademia Romena, con il vincolo di utilizzare i proventi ottenuti per finanziare una borsa di studio per giovani allievi della Scuola Militare di Bucarest, affinché potessero perfezionarsi all'Accademia Militare di Nancy.